# Anne-Sophie Bion
Anne-Sophie Bion ist eine französische Filmeditorin und Schnittassistentin.

## Leben
Anne-Sophie Bion begann ab Mitte der 2000er Jahre als Schnittassistentin im französischen Kino Fuß zu fassen. Erstmals war sie an Douglas Gordons und Philippe Parrenos Dokumentarfilm Zidane – Ein Porträt im 21. Jahrhundert (2006) über den gleichnamigen französischen Fußballspieler beteiligt, bei dem sie mit Hervé Schneid und Enrica Gattolini zusammenarbeitete. Bis 2011 sollten mehr als ein Dutzend weitere Filmprojekte folgen, bei denen sie als Schnittassistentin engagiert wurde, darunter sowohl Spiel- als auch Dokumentar- und Kurzfilme. Erneut mit Gattolini arbeitete Bion an Lola Doillons Jugendfilm Et toi t’es sur qui? (2007) und Joana Hadjithomas’ und Khalil Joreiges im Libanon angesiedelten Werk Lass es mich sehen (2008) mit Catherine Deneuve zusammen. Wiederholt arbeitete sie auch mit Marie-Pierre Renaud, die sie beim Schnitt von Audrey Estrougos preisgekrönten Jugenddrama Regarde-moi (2007) und Jean-Paul Salomés Female Agents – Geheimkommando Phoenix (2008) unterstützte. Danach schloss sich eine mehrjährige Zusammenarbeit mit Hervé Schneid an, den Bion beim Schnittprozess der preisgekrönten französischen Produktionen Public Enemy No. 1 – Mordinstinkt und Public Enemy No. 1 – Todestrieb (beide 2008), Micmacs – Uns gehört Paris! (2009) und Sarahs Schlüssel (2010) begleitete.
Im Jahr 2011 folgten die ersten Filmprojekte für Bion als alleinverantwortliche Editorin. Ihr erster Film war Michel Hazanavicius’ vielfach preisgekrönte Tragikomödie The Artist, die im Stummfilmformat 1,33:1 in Schwarzweiß-Bildern mit Zwischentiteln und so gut wie keinem gesprochenen Text konzipiert war. Hazanavicius hatte nach einem jungen Filmeditor ohne „Starrheit“ gesucht. Bion arbeitete viel mit dem Regisseur zusammen, der so eng mit seinem Filmprojekt verbunden war, dass er es zuerst ablehnte, ihre Schnittfassungen anzusehen. „Es war ziemlich hart, zuerst meinen Platz zu finden. Aber Michel teilte viel und gab mir das schönste Geschenk, an dem Film zu arbeiten“, so Bion. Hervé Schneid hatte sie gelehrt, beim Schnittprozess nicht auf den Ton zu achten und die Bilder stumm für sich arbeiten zu lassen, was ihr bei The Artist zugutekam. Schwieriger gestaltete sich die Platzierung der Zwischentitel, woraufhin Bion als Vorbereitung zahlreiche Stummfilme sah. Ebenfalls orientierte sie sich am Gesichtsausdruck der Schauspieler, die ihr einen gewissen Rhythmus gaben und las die Dialogzeilen den Akteuren laut eigenen Angaben von den Lippen ab.
Für ihre Leistung an The Artist wurde Bion gemeinsam mit dem als Ko-Editor geführten Hazanavicius für den Oscar, den französischen César, den US-amerikanischen Broadcast Film Critics Association Award nominiert und gewann den Eddie Award der American Cinema Editors. Im selben Jahr schnitt sie Christophe Barratiers Abenteuerfilm Krieg der Knöpfe.

## Filmografie

### Filmeditorin
- 2011: The Artist
- 2011: La Nouvelle Guerre des boutons
- 2012:  Stars 80
- 2013: Beziehungsweise New York (Casse-tête chinois)
- 2014: The Search
- 2017: Der Wein und der Wind (Ce qui nous lie)
- 2017: Le Redoutable
- 2022: Das Leben ein Tanz (En corps)
- 2023: Griechischer Salat (Salade Grecque) (Fernsehserie)
- 2025: Die Farben der Zeit (La venue de l’avenir)

### Schnittassistentin (Auswahl)
- 2006: Zidane – Ein Porträt im 21. Jahrhundert (Zidane, un portrait du 21e siècle; Dokumentarfilm)
- 2007: Je suis une amoureuse (Kurzfilm)
- 2007: Helden (Héros)
- 2007: La Route, la nuit (Kurzfilm)
- 2007: Regarde-moi
- 2007: Et toi t’es sur qui?
- 2007: Ihr Name ist Sabine (Elle s’appelle Sabine; Dokumentarfilm)
- 2007: La Vie d’artiste
- 2008: Female Agents – Geheimkommando Phoenix (Les femmes de l’ombre)
- 2008: Lass es mich sehen (Je veux voir)
- 2008: Public Enemy No. 1 – Mordinstinkt (L’Instinct de mort)
- 2008: Public Enemy No. 1 – Todestrieb (L’Ennemi public n° 1)
- 2008: 8 (Episodenfilm)
- 2009: Micmacs – Uns gehört Paris! (Micmacs à tire-larigot)
- 2010: Women Are Heroes (Dokumentarfilm)
- 2010: Sarahs Schlüssel (Elle s’appelait Sarah)
- 2011: Derrière les murs
- 2011: Krieg der Knöpfe (La nouvelle guerre des boutons)

## Auszeichnungen
- 2012: Nominierung für den Preis der Alliance of Women Film Journalists für The Artist (gemeinsam mit Michel Hazanavicius)
- 2012: Nominierung für den Broadcast Film Critics Association Award für The Artist (gemeinsam mit Michel Hazanavicius)
- 2012: Eddie Award der American Cinema Editors (Kategorie: Komödie oder Musical) für The Artist (gemeinsam mit Michel Hazanavicius)
- 2012: Nominierung für den British Academy Film Award für The Artist (gemeinsam mit Michel Hazanavicius)
- 2012: César-Nominierung für The Artist (gemeinsam mit Michel Hazanavicius)
- 2012: Oscar-Nominierung für The Artist (gemeinsam mit Michel Hazanavicius)